# Ioan Igna
Ioan Igna (Temesvár 1940. június 4. –) román nemzetközi  labdarúgó-játékvezető.

## Pályafutása

### Nemzeti játékvezetés
A küldési gyakorlat szerint rendszeres partbírói tevékenységet is végzett. 1974-ben lett az I. Liga játékvezetője. A nemzeti játékvezetéstől 1989-ben vonult vissza. Első ligás mérkőzéseinek száma: 208. Ez a szám 1982-től 2009-ig román csúcs volt, amit Gheorghe Constantin játékvezetőnek sikerült megdöntenie. Az első osztályban vezetett 208 mérkőzésével a 10. helyen áll a romániai labdarúgó-játékvezetők között.

### Nemzetközi játékvezetés
A Román labdarúgó-szövetség Játékvezető Bizottsága (JB) terjesztette fel nemzetközi játékvezetőnek, a Nemzetközi Labdarúgó-szövetség (FIFA) 1976-tól tartotta nyilván bírói keretében. A FIFA JB központi nyelvei közül a franciát beszéli. Több nemzetek közötti válogatott és klubmérkőzést vezetett, vagy működő társának partbíróként segített. A román nemzetközi játékvezetők rangsorában, a világbajnokság-Európa-bajnokság sorrendjében többedmagával az 1. helyet foglalja el 13 találkozó szolgálatával. Az aktív nemzetközi játékvezetéstől 1989-ben búcsúzott. Válogatott mérkőzéseinek száma: 15.

#### Labdarúgó-világbajnokság

##### U20-as labdarúgó-világbajnokság
Ausztrália rendezte az 1981-es ifjúsági labdarúgó-világbajnokságot, ahol a FIFA JB bíróként foglalkoztatta.

###### 1981-es ifjúsági labdarúgó-világbajnokság
| Időpont          | Helyszín                      | Mérkőzés típusa              | Mérkőzés          | Eredmény | Nézők száma |
| ---------------- | ----------------------------- | ---------------------------- | ----------------- | -------- | ----------- |
| 1981. október 8. | Sports Ground Stadion, Sydney | csoportmérkőzés (D. csoport) | Anglia–Ausztrália | 1 : 1    | 28 932      |

---
A világbajnoki döntőhöz vezető úton Spanyolországba a XII., az 1982-es labdarúgó-világbajnokságra és Mexikóba a XIII., az 1986-os labdarúgó-világbajnokságra a FIFA JB bíróként alkalmazta. 1986-ban az Óceánia (OFC ) zónában vezethetett selejtező mérkőzést. A FIFA JB elvárása szerint, ha nem vezetett, akkor partbíróként tevékenykedett. 1986-ban két csoportmérkőzésből az egyiken egyes számú besorolást kapott, játékvezetői sérülés esetén továbbvezethette volna a találkozót. Az egyik nyolcaddöntőn 2. számú besorolásban szolgált. Világbajnokságokon vezetett mérkőzéseinek száma: 2+3 (partbíró).

##### 1982-es labdarúgó-világbajnokság

###### Selejtező mérkőzés
| Időpont              | Helyszín                     | Mérkőzés típusa           | Mérkőzés           | Eredmény | Nézők száma |
| -------------------- | ---------------------------- | ------------------------- | ------------------ | -------- | ----------- |
| 1980. szeptember 24. | Atatürk Stadi Stadion, İzmir | előselejtező (3. csoport) | Törökország–Izland | 1 : 3    | 18 506      |

##### 1986-os labdarúgó-világbajnokság

###### Selejtező mérkőzés
| Időpont             | Helyszín                      | Mérkőzés típusa           | Mérkőzés            | Eredmény | Nézők száma |
| ------------------- | ----------------------------- | ------------------------- | ------------------- | -------- | ----------- |
| 1985. február 27.   | Spyridon Louis Stadion, Athén | előselejtező (1. csoport) | Görögország–Albánia | 2 : 0    | 20 000      |
| 1985. szeptember 8. | Városi Stadion, Ramat Gan     | döntő csoport             | Tajvan–Izrael       | 5 : 0    | 10 000      |
| 1985. október 16.   | Ullevaal Stadion, Oslo        | előselejtező (6. csoport) | Norvégia–Dánia      | 1 : 5    | 18 326      |

###### Világbajnoki mérkőzés
| Időpont          | Helyszín                       | Mérkőzés típusa              | Mérkőzés               | Eredmény | Nézők száma |
| ---------------- | ------------------------------ | ---------------------------- | ---------------------- | -------- | ----------- |
| 1986. június 8.  | Corregidora Stadion, Queretaro | csoportmérkőzés (E. csoport) | NSZK–Skócia            | 2 : 1    | 30 000      |
| 1986. június 21. | Jalisco Stadion, Guadalajara   | egyik negyeddöntő            | Franciaország–Brazília | 1 : 1    | 65 000      |

##### 1990-es labdarúgó-világbajnokság

###### Selejtező mérkőzés
| Időpont           | Helyszín                | Mérkőzés típusa           | Mérkőzés           | Eredmény | Nézők száma |
| ----------------- | ----------------------- | ------------------------- | ------------------ | -------- | ----------- |
| 1989. október 28. | Olimpiai Stadion, Athén | előselejtező (5. csoport) | Ciprus–Jugoszlávia | 1 : 2    | 1 046       |

#### Labdarúgó-Európa-bajnokság

##### U21-es labdarúgó-Európa-bajnokság
Nem volt házigazdája a 3., az 1982-es U21-es labdarúgó-Európa-bajnokságnak, ahol az UEFA JB bíróként foglalkoztatta.

###### 1982-es U21-es labdarúgó-Európa-bajnokság
| Időpont           | Helyszín    | Mérkőzés típusa              | Mérkőzés         | Eredmény |
| ----------------- | ----------- | ---------------------------- | ---------------- | -------- |
| 1982. április 30. | Németország | egyik elődöntő (2. mérkőzés) | NSZK–Szovjetunió | 5 : 0    |

---
Az európai-labdarúgó torna döntőjéhez vezető úton Franciaországba a VII., az 1984-es labdarúgó-Európa-bajnokságra valamint Német Szövetségi Köztársaságba a VIII., az 1988-as labdarúgó-Európa-bajnokságra az UEFA JB játékvezetőként foglalkoztatta.

##### 1984-es labdarúgó-Európa-bajnokság

###### Selejtező mérkőzés
| Időpont           | Helyszín                        | Mérkőzés típusa           | Mérkőzés                 | Eredmény | Nézők száma |
| ----------------- | ------------------------------- | ------------------------- | ------------------------ | -------- | ----------- |
| 1982. október 27. | Atatürk Stadi Stadion, İzmir    | előselejtező (6. csoport) | Törökország–Albánia      | 1 : 0    | 35 000      |
| 1983. december 3. | Kaftatzoglio Stadion, Szaloniki | előselejtező (3. csoport) | Görögország–Magyarország | 2 : 2    | 1 500       |

##### 1988-as labdarúgó-Európa-bajnokság

###### Selejtező mérkőzés
| Időpont              | Helyszín                         | Mérkőzés típusa           | Mérkőzés         | Eredmény | Nézők száma |
| -------------------- | -------------------------------- | ------------------------- | ---------------- | -------- | ----------- |
| 1986. szeptember 10. | Heysel Stadion, Brüsszel         | előselejtező (7. csoport) | Belgium–Írország | 2 : 2    | 22 212      |
| 1986. december 21.   | Tsirio Stadion, Limassol         | előselejtező (5. csoport) | Ciprus–Hollandia | 0 : 2    | 7 483       |
| 1987. október 14.    | Idrætsparken Stadion, Koppenhága | előselejtező (6. csoport) | Dánia–Wales      | 1 : 0    | 44 500      |

###### Európa-bajnoki mérkőzés
| Időpont          | Helyszín                   | Mérkőzés típusa | Mérkőzés       | Eredmény | Nézők száma |
| ---------------- | -------------------------- | --------------- | -------------- | -------- | ----------- |
| 1988. június 21. | Volkspark Stadion, Hamburg | egyik elődöntő  | Hollandia–NSZK | 2 : 1    | 61 330      |

#### Olimpiai játékok
Az 1984. évi nyári olimpiai játékok labdarúgó tornájának végső szakaszán a FIFA JB játékvezetőként alkalmazta.

##### 1984. évi nyári olimpiai játékok
| Időpont            | Helyszín                    | Mérkőzés típusa              | Mérkőzés          | Eredmény | Nézők száma |
| ------------------ | --------------------------- | ---------------------------- | ----------------- | -------- | ----------- |
| 1984. augusztus 3. | Stanford Stadion, Palo Alto | csoportmérkőzés (C. csoport) | Szaúd-Arábia–NSZK | 0 : 6    | 26 242      |

#### Nemzetközi kupamérkőzések
Vezetett kupadöntők száma: 1.

##### UEFA-kupa
| Időpont           | Helyszín                       | Mérkőzés típusa        | Mérkőzés                            | Eredmény | Nézők száma |
| ----------------- | ------------------------------ | ---------------------- | ----------------------------------- | -------- | ----------- |
| 1985. április 10. | Sóstói Stadion, Székesfehérvár | egyik elődöntő         | Videoton FC–FK Željezničar Sarajevo | 3 : 1    |             |
| 1987. május 20.   | Tannadice Park Stadion, Dundee | döntő második mérkőzés | Dundee United FC–IFK Göteborg       | 1 : 1    | 20 911      |

## Sportvezetőként
2009–2010 között a Román Labdarúgó Szövetség Játékvezető Bizottságának (JB) elnöke.

## Szakmai sikerek
A IFFHS (International Federation of Football History & Statistics)  1987–2011 évadokról tartott nemzetközi szavazásán 151, játékvezető besorolásával minden idők 102, legjobb bírójának rangsorolta, holtversenyben  John Blankenstein, Felix Brych, Kamikava Tóru, Siegfried Kirschen, Jesús Díaz, Adolf Prokop társaságában.